# Мишельбак-ле-О
Мишельба́к-ле-О (фр. Michelbach-le-Haut) — коммуна на северо-востоке Франции в регионе Гранд-Эст (бывший Эльзас — Шампань — Арденны — Лотарингия), департамент Верхний Рейн, округ Мюлуз, кантон Сен-Луи. До марта 2015 года коммуна административно входила в состав упразднённого кантона Юненг (округ Мюлуз).
Площадь коммуны — 7,38 км², население — 474 человека (2006) с тенденцией к росту: 587 человек (2012), плотность населения — 79,5 чел/км².

## Население
Численность населения коммуны в 2011 году составляла 557 человек, а в 2012 году — 587 человек.
| 1962 | 1968 | 1975 | 1982 | 1990 | 1999 | 2006 | 2008 | 2011 | 2012 |
| ---- | ---- | ---- | ---- | ---- | ---- | ---- | ---- | ---- | ---- |
| 366  | 344  | 341  | 398  | 471  | 479  | 474  | 484  | 557  | 587  |

Динамика населения:

## Экономика
В 2010 году из 350 человек трудоспособного возраста (от 15 до 64 лет) 280 были экономически активными, 70 — неактивными (показатель активности 80,0 %, в 1999 году — 71,7 %). Из 280 активных трудоспособных жителей работало 263 человека (146 мужчин и 117 женщин), 17 числились безработными (4 мужчины и 13 женщин). Среди 70 трудоспособных неактивных граждан 18 были учениками либо студентами, 20 — пенсионерами, а ещё 32 — были неактивны в силу других причин.
На протяжении 2011 года в коммуне числилось 224 облагаемых налогом домохозяйства, в которых проживало 554 человека. При этом медиана доходов составила 35971,5 евро на одного налогоплательщика.

## Достопримечательности (фотогалерея)

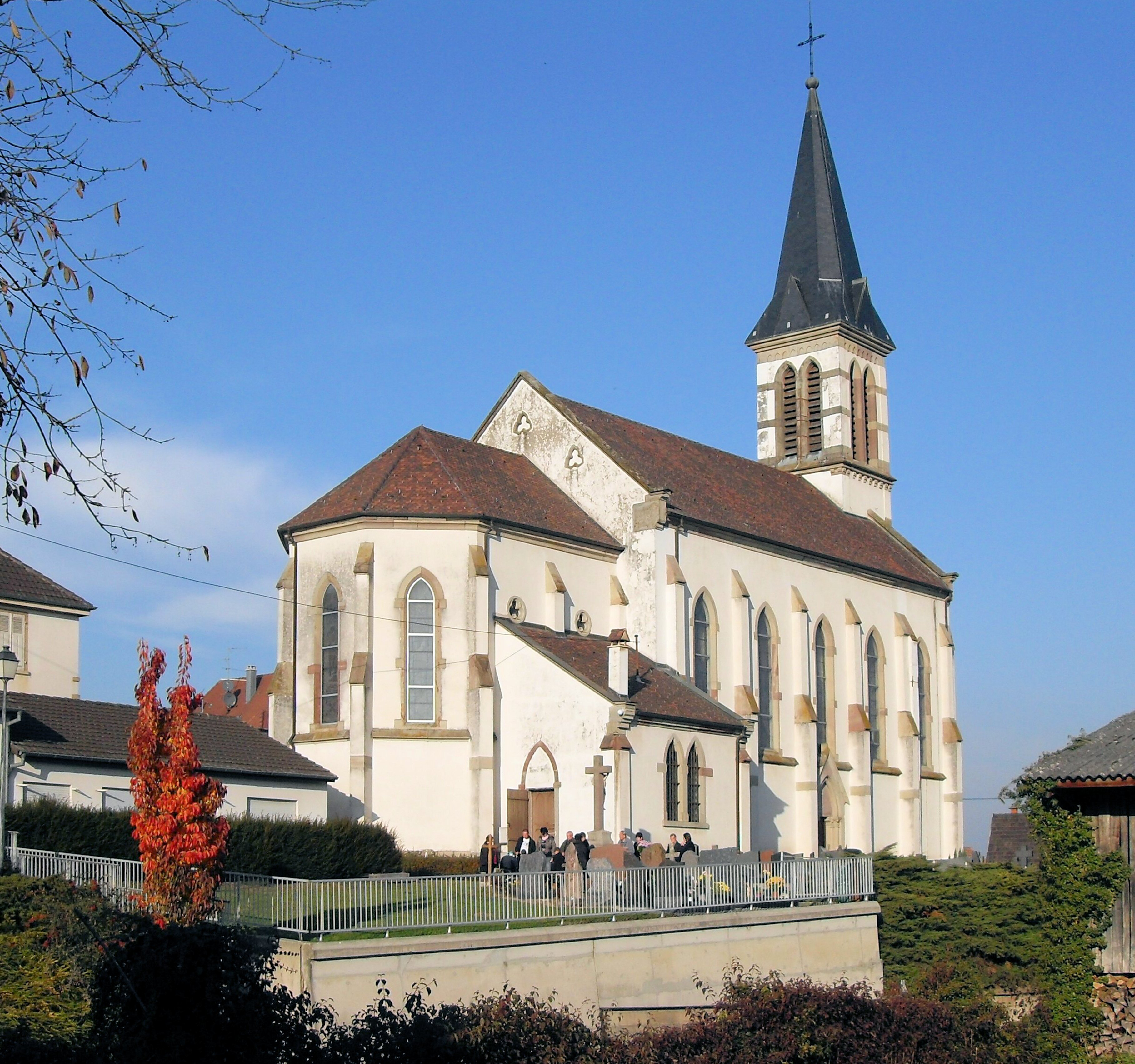
Церковь